# Greg Rutherford
Gregory James "Greg" Rutherford (Milton Keynes, Inglaterra, 17 de noviembre de 1986) es un atleta británico especializado en salto de longitud en la que fue campeón olímpico en 2012 y medallista de bronce en 2016.
Además es el campeón de la Commonwealth 2014, en 2010 de los Juegos de la Commonwealth como medallista de plata y en 2006 en el Campeonato de Europa como medallista de plata en el salto de longitud. Él es el poseedor del récord británico para este evento.
En 2021 anunció que se había integrado en el equipo británico de bobsleigh que lucharía por participar en los Juegos Olímpicos de Invierno de 2022.

## Vida personal
Rutherford vive en Woburn Sands, a las afueras de Milton Keynes. Él y su pareja, Susie Verrill, tienen dos hijos y una hija. 
Una estatua de metal, situada en Milton Keynes, fue construida en honor a él en junio de 2014.
Rutherford es fan del Manchester United. y es embajador de la organización caritativa Right To Play. En agosto de 2014, Rutherford fue una de las 200 figuras públicas que firmó el documento de The Guardian que se oponía a la independencia de Escocia antes del referéndum del mismo año.